# Tachyagetes maculatus
Tachyagetes maculatus (лат.) — вид дорожных ос рода Tachyagetes (Pompilidae).

## Распространение
Западная Палеарктика: Испания, Италия, Франция.

## Описание
Охотятся и откладывают яйца на пауков. Глаза суженные, выпуклые (не уплощённые), проподеум блестящий. Личинки эктопаразитоиды пауков. Основание усиков расположено ближе к наличнику, чем к глазку. Коготки равномерно изогнутые. Вершина средней и задней голеней помимо шпор несёт шипы разной длины. Верх задних бёдер с несколькими предвершинными короткими прижатыми шипиками.